# Критичность (патопсихология)
Крити́чность (от фр. critique из др.-греч. κριτική τέχνη «искусство разбирать, суждение»):
- одно из свойств нормальной психической деятельности, способность осознавать свои ошибки, умение оценивать свои мысли, взвешивать доводы за и против выдвигающихся гипотез и подвергать эти гипотезы всесторонней проверке (Рубинштейн С. Л., 1958; Теплов Б. М., 1946). По Б. В. Зейгарник (1986 год), критичность состоит в умении обдуманно действовать, проверять и исправлять свои действия в соответствии с условиями реальности. Некритичность мышления в ситуации патопсихологического эксперимента характеризуется утратой контроля над интеллектуальными процессами;
- критичность (вернее, некритичностъ) в отношении своих болезненных переживаний — бреда, галлюцинаций. Такая некритичность наблюдается и при грубых органических поражениях лобных отделов головного мозга. Некритичность проявляется и в отсутствии рассудительного отношения к своему состоянию у психически больных, анозогнозии[1].

### Проблема критичности в психологии
Нарушение критичности является одним из самых актуальных видов психических нарушений. При этом психологи и психиатры отмечают как различные проявления нарушения критичности, так и различную степень этих нарушений у больных с различной нозологией.
Так, например, в клинике выделяются больные с «лобным синдромом», у которых отмечается отсутствие критики к своему состоянию. Снижение критики, а в особенности самокритики, наблюдается у больных с прогрессивным параличом. Также осознание своей болезни отсутствует у людей со старческим слабоумием. У больных инволюционной меланхолией, наоборот, диагностируется не только понимание своего болезненного состояния, но и преувеличение его. Снижение критики к своему состоянию или отсутствие критики к своим нелепым высказываниям и своему поведению отмечается в историях болезни больных шизофренией. В то время, как у людей с биполярным аффективным расстройством нарушается критичность к своему состоянию, а иногда наблюдается её полное отсутствие.
Одновременно с этим в клинике при оценке степени психического снижения больных, а также при улучшении их психического состояния, особое внимание обращается именно на проявление у них критического отношения. Таким образом, критичность выступает одним из главных критериев психического состояния больных.
Однако при всей своей важности, понятие критичности оказывается недостаточно дифференцированным. У разных авторов оно несёт своё содержание, что при частом его использовании в клинике приводит к превратному или неточному пониманию диагностированных нарушений разными специалистами.

### Изучение вопроса критичности
Помимо практической значимости, критичность имеет и важное теоретическое значение как для общей психологии, так и для психиатрии. В большей степени эти вопросы изучены в психологии, что обусловлено их рассмотрением в разных направлениях психологической науки.
Например, С. Л. Рубинштейн подходил к вопросу рассмотрения критичности как к особой стороне мышления, указывая, что «возможность осознать свою ошибку является привилегией мысли как сознательного процесса».
В свою очередь, Б. М. Теплов считает критичность одним из основных качеств ума, подразумевая под ней «умение строго оценивать работу мысли, тщательно взвешивать все доводы за и против намечающихся гипотез и подвергать эти гипотезы всесторонней проверке».
Вопросы критичности в области патопсихологии разрабатывались Б. В. Зейгарник. Она изучала вопросы критичности как фактора личностной сохранности. В структуре психической деятельности Б. В. Зейгарник считает показатель критичности доминирующим и характеризующим, наряду с другими показателями, сохранность личностно-мотивационной сферы человека.
А. Р. Лурия и Л. С. Цветкова наблюдали снижение критичности у больных с «лобным синдромом», подчеркивая у них затрудненность процесса сопоставления заданных условий задач с полученным материалом. Также психологи описали попытки обучения этих больных решению задач, целью которых являлось обеспечение контроля за своими действиями и высказываниями.
Исследования С. Я. Рубинштейн по восстановлению трудоспособности после военных травм головного мозга поднимали вопросы критического отношения к себе как к личности, к восприятию себя как личности. В её работах было показано, что больных с «лобным синдромом» не удавалось обучить трудовым процессам в силу отсутствия критического отношения к себе и своей деятельности.
И. И. Кожуховская замечает, что при многообразии подходов к изучению критичности само понимание понятия в них не является однозначным. Однако его все же можно рассмотреть по некоторым определенным аспектам:
1. Критичность к своим суждениям, действиям и высказываниям, что является существенной характеристикой мышления. Данный вид критичности наиболее полно разработан и представлен в трудах Б. В. Зейгарник. Полученный ей при исследовании психически больных экспериментальный материал показал, что действия больных не контролируются мышлением и не подчиняются их личностным целям. Исследователь замечает, что при доступности многих умственных задач «деятельность больных характеризовалась отсутствием самоконтроля и безразличным отношением к тому, что они делали», а «их небрежность, беззаботность, безответственность возникали именно как проявление их глубокого личностного изменения»[4]. Таким образом, Б. В. Зейгарник понимала под некритичностью ярко выраженную перестройку личностных особенностей, которая приводила к отсутствию осознанной мотивации и к невозможности вызывать установку на адекватное отношение к окружающей действительности.
2. Критичность к себе, к оценке своей личности, что понимается как понимание больным своего места в той или иной ситуации, осознание им своей роли в ней, а также своих возможностей, достоинств и недостатков, и как самооценка больных. Раскрывая этот вид критичности Л. С. Выготский, например, описывает феномен Де-Греефе, который является симптомом повышенной самооценки и отсутствия критического отношения к своей личности.
3. Критичность к своим психопатологическим переживаниям, таким как бред, галлюцинации и иным часто рассматривается в психиатрии как критерий выздоровления. В клинике отмечаются процессы от постепенного угасания критичности до её полного восстановления, исследуются сохранность критики и критическое отношение больных к перенесенным расстройствам.

### Исследования И. И. Кожуховской
И. И. Кожуховской была предпринята попытка систематизации понятия критичности. Нарушение критичности исследовалось по трем аспектам:
- критичность к своим суждениям;
- критичность к себе, к оценке своей личности;
- критичность к своим психопатологическим переживаниям.

В ходе изучения критичности мышления И. И. Кожуховской были использованы видоизмененные методики, обычно применяемые при исследовании в патопсихологических лабораториях. Видоизменение методик позволило изучать отношение больных к своим ошибкам, поэтому отличительной чертой работы стало фиксирование типов отношения больных к допущенным ими ошибкам. В результате исследователем была отмечена градация отношений больных к своим ошибкам:
- первый тип — больные сами исправляют допущенные ошибки;
- второй тип — больные исправляют допущенные ошибки только после сомнений экспериментатора, после наводящих вопросов;
- третий тип — больные отстаивают свою правоту, но после беседы с экспериментатором исправляют допущенные ошибки.

В исследовании критичности по отношению к себе И. И. Кожуховской использовались методики «Исследование уровня притязаний» (методика Дембо-Рубинштейн)и в письменном виде оценка самими больными своего характера. Данные, полученные по этому виду критичности, далее сопоставлялись с объективными данными.
Например, больной игнорирует тот факт, что снят с работы в силу отсутствия возможности с ней справиться, обнаруживая повышенный уровень притязаний при выполнении экспериментальных заданий, очень высокую самооценку, хотя объективно мог бы заметить свою несостоятельность.
С целью анализа критичности больных по отношению к своим психопатологическим переживаниям было осуществлено изучение историй болезни, дневников, катамнезов, анализировались характеристики своего состояния больными (в письменном виде) с последующим сопоставлением всех данных. Было отмечено, что диссимуляции больных вызывают затруднения при оценке динамики перенесенных ранее психотических переживаний. Однако иногда исследователю удавалось отграничить полную критику и тенденцию к диссимуляции за счет различных экспериментальных приёмов. И. И. Кожуховская выделяет, что «сам по себе факт диссимуляции содержит некоторые элементы критичности, но, конечно, не является свидетельством полной критики. Однако по сравнению с полной некритичностью диссимуляция свидетельствует о каких-то элементах критики».

### Анозогнозия как разновидность некритичности
Анозогнозия — отсутствие сознания болезни. Наблюдается при некоторых психозах (например, при шизофрении) и как очаговых органических поражениях головного мозга (синдром Антона — Бабинского), так и поражениях головного мозга диффузного характера, выражающихся в виде слабоумия (например, при прогрессивном параличе). При анозогнозии больные не осознают дефекты, которые вызваны патологическими процессами. Эта некритичность может проявляться при двигательных нарушениях (параличах или парезах), расстройствах речи, зрения, слуха. В тяжёлых случаях некритичность доходит до полного отрицания этих расстройств.
Возникают анозогнозии при поражениях правой теменной доли или при двусторонних теменных поражениях.

#### Виды анозогнозии
Выделяют следующие виды анозогнозий:
1. Анозогнозия гемиплегии. Степень этой анозогнозии может быть различна: от недооценки нарушений и отсутствия тревоги в связи с дефектом до неосознания и даже отрицания болезни. Для данного расстройства типичным является возникновение анозогнозий при парезе или параличе у правшей (например при инсульте). Так, больные утверждают, что движения в пораженных конечностях сохранены и что они могут, если захотят, осуществить их, но в настоящий момент не хотят этого делать. Такие отрицания двигательных дефектов часто сопровождаются конфабуляциями, при которых больные утверждают, что они недавно гуляли или посещали своих родных. При более лёгких случаях анозогнозия может проявляться лишь как недооценка степени имеющегося двигательного дефекта. При столь острой некритичности сознание у таких больных остается сохранным и они полностью ориентированы в окружающем пространстве.
2. Анозогнозия слепоты (синдром Антона). Выражается в отрицании полной потери зрения центрального происхождения (например, при атрофии зрительного нерва) и появлении конфабуляторных зрительных образов, расценивающихся больными как реальные.
3. Анозогнозия глухоты. Встречается сравнительно редко. Проявляется как отрицание дефекта слуха, связанного с центральной глухотой.
4. Анозогнозия афазии. Данный вид анозогнозии преимущественно диагностируется у больных с грубой сенсорной (акустико-гностической) афазией, речь которых представляет собой набор сплошных литеральных и вербальных парафазий. Такие больные не замечают ошибок в своей речи, считают, что она хорошо понятна окружающим и начинают сердиться, когда их не понимают. В более лёгких случаях, когда речь нарушена умеренно, больные также не замечают свои ошибки, но способны согласиться при постоянных контактах со специалистом, что понимание речи окружающих у них неполноценно.
5. Анозогнозия боли. У больных с этим видом анозогнозии частично или полностью утрачивается реакция на болевые раздражения. При этом больные часто могут указать наличие и даже интенсивность болевого раздражения, но неприятные ощущения от этих воздействий у них отсутствуют или слабо выражены. В наиболее тяжелых случаях больным свойственно полностью отрицать боль.

### Критичность и внутренняя картина болезни
Особую роль критичность приобретает в свете рассмотрения внутренней картины болезни, которая определяется как целостное представление больного о своём заболевании, его психологическая оценка субъективных проявлений болезни. Этот термин отражает восприятие больным своей болезни вне контекста соответствия суждений медико-социальным представлениям. Содержание и динамика внутренней картины болезни не обнаруживает свою специфичность в зависимости от болезни. ВКБ является динамичной и содержательно изменяется в зависимости от возраста, пола, тяжести болезни или её длительности, прогнозов в отношении болезни и т. д. Таким образом, критичность больного оказывается органично встроенной в его внутреннюю картину болезни и способна оказывать на неё серьёзное влияние. При отсутствии критичности внутренняя картина болезни лишь изменяется, но не пропадает, так как представления больного о своем заболевании и его психическая оценка сохраняются, но приобретают форму отвержения заболевания.

### Понятие инсайта в проблеме критичности

#### Клиническое определение инсайта
В современной патопсихологии, психопатологии и психиатрии в целом понятие «инсайт» используется для обозначения «осознания» больным своей болезни. Важно не путать клиническое понятие инсайта с общепсихологическим. Здесь инсайт как осознание своей патологии, своей психической болезни не представляется как внезапное «озарение», а отражает общие, стойкие взгляды больного. При этом понятие «осознание» понимается как «формирование у пациента адекватных суждений о себе и своем душевном состоянии, совпадающих с культурно-социальной реальностью сообщества, частью которого он является». Таким образом, инсайт — это адекватная оценка собственного болезненного состояния в соответствии с заключением специалистов, а нарушение инсайта — это нереалистичное представление о себе и собственном состоянии при полном или частичном отрицании медико-социальных суждений о своем психическом здоровье.
В отличие от анозогнозии инсайт представляется гораздо более широким понятием, включающим не только осознание отдельных симптомов заболевания, но и многих других аспектов. Также инсайт не сводим в своей этиологии только к органическому дефекту.
Определения инсайта и внутренней картины болезни схожи. Однако если термин «внутренняя картина болезни» отражает восприятие больным своей болезни вне контекста соответствия суждений медико-социальным представлениям, то инсайт — соответствие внутренней картины болезни представлениям медицинских специалистов.

#### Структура инсайта
Д. А. Крупченко, суммируя имеющиеся данные относительно структуры инсайта выделяет следующие его аспекты:
1. Осознание наличия психического расстройства;
2. Осознание симптомов психического расстройства:
  - Позитивных;
  - Негативных;
  - Когнитивных нарушений;
3. Понимание причин (атрибуция):
  - психического расстройства в целом;
  - отдельных симптомов заболевания;
  - реакции окружающих на болезнь;
  - эффектов лечения;
4. Осознание динамики заболевания: изменений симптоматики с течением времени;
5. Осознание социальных последствий заболевания;
6. Осознание эффектов медикаментозного лечения;
7. Осознание необходимости лечения;
8. Осознание восприятия психической болезни третьими лицами;
9. Эмоциональная реакция больного на болезнь.

Также Д. А. Крупченко отмечает, что структура инсайта может различаться как у разных больных, так и видоизменяться в течение заболевания у одного больного. К тому же, как отмечает исследователь, разные аспекты инсайта несут разную клиническую значимость, и каждый по своему связан не только с симптомами заболевания в целом, но и с такими характеристиками как комплайенс, самооценка, стигматизация, суицидальная активность, социальное функционирование больных.